# Henry Duarte
Henry Duarte Molina (Liberia, 5 ottobre 1958) è un allenatore di calcio costaricano.